# Gelassenheit
Gelassenheit, Gleichmut, innere Ruhe oder Gemütsruhe ist eine innere Einstellung, die Fähigkeit, vor allem in schwierigen Situationen die Fassung oder eine unvoreingenommene Haltung zu bewahren. Sie ist das Gegenteil von Unruhe, Aufgeregtheit, Nervosität und Stress.
Während Gelassenheit den emotionalen Aspekt betont, bezeichnet Besonnenheit die überlegte, selbstbeherrschte Gelassenheit, die besonders auch in schwierigen oder heiklen Situationen den Verstand die Oberhand behalten lässt, also den rationalen Aspekt innerer Ruhe.

## Wortherkunft und Bedeutungsgeschichte
Das Wort Gelassenheit stammt vom mittelhochdeutschen Wort gelāʒenheit ab, dieses von gelāʒen, Partizip Perfekt von gelāʒen. Laut Sprachforschung bedeute der mittelhochdeutsche Ausdruck gelāʒen sich niederlassen, sich gottergeben, später maßvoll, ruhig benehmen oder gottergeben, später maßvoll in der Gemütsbewegung sein.
Aktuell bedeutet es abgeklärtes Wesen, Ruhe, Gleichmut.
Gelassenheit wird auch durch die Bedeutungen des Adjektivs gelassen näher bestimmt: gelassen heißt „das seelische Gleichgewicht bewahrend; beherrscht, ruhig, gefasst“ und „unerschüttert, leidenschaftslos, gleichmütig“. Umgangssprachlich kann sich das gelassen sein oder etwas gelassen (hin)nehmen lediglich auf eine konkrete Situation, auf eine gewohnheitsmäßige innere Einstellung oder Lebenssicht beziehen.
Aufschlussreich für das Bedeutungsspektrum sind folgende Synonyma und ähnliche Begriffe: Abgeklärtheit, Bedacht, Bedachtsamkeit, Beherrschung, Beschaulichkeit, Besinnlichkeit, Besonnenheit (Sophrosyne), Contenance, Coolness, Dickfelligkeit, Entspanntheit, Fassung, Gemessenheit, Geduld, Gefasstheit, Gemütsruhe, Gleichgewicht, Gleichmut, Kaltblütigkeit, Kühle, Langmut, Lässigkeit, Mäßigung, Muße, Nüchternheit, Ruhe, Seelenruhe, Selbstbeherrschung, Souveränität, Sprezzatura, Stille, Stoizismus, Überlegenheit, Umsicht, Zurückhaltung. „Gelassenheit“ bewegt sich semantisch im Spannungsfeld zwischen wünschenswerter Gemütsruhe und bedenklicher Gleichgültigkeit.

## Fachsprachliche Bedeutungen

### Antike Philosophie
Bei Platon erscheint als sokratische Tugend die besonnene Gelassenheit, die Sophrosyne. Während Platon das Staunen als erstes Pathos der Philosophie rühmt, betonen u. a. Demokrit, Horaz, dass der Weise, weil er die Gründe kenne, nicht wie der Alltagsmensch staune, vielmehr sich nicht über vermeintlich Ungewöhnliches wundere.

„Si fractus inlabatur orbis, inpavidum ferient ruinae. „Selbst wenn die zerborstene Welt einstürzt, werden die Trümmer einen Furchtlosen treffen.““

Die sprichwörtliche „stoische Ruhe“ besteht in der Affektfreiheit, wobei Affekte unreflektierte Gefühlsregungen sind. Ob sie im Sinne der stoischen Ataraxis und Apatheia der Gelassenheit entspricht, wird unterschiedlich gesehen und hängt von der genauen Erfassung des jeweils Gemeinten ab. Ataraxie und Apathie sind – „sofern diese auf ein unbewegtes Ertragen der unverfügbaren Ereignisse und Situationen hinauslaufen“ – von der Gelassenheit zu unterscheiden.
Angesichts der Gefahr, dass Gelassenheit mit Stumpfheit, Trägheit, Gleichgültigkeit oder Fatalismus gleichgesetzt werde oder dazu führen könne, bedürfe es einer vernünftigen Begründung und Rechtfertigung der Gelassenheit.
Diese werden unter anderem darin gesehen, dass
- es unvernünftig erscheine, Unverfügbares und Unverrückbares ändern zu wollen (Beispiel: der eigene Tod);
- das Unverfügbare/Unbeeinflussbare nicht grundsätzlich die Möglichkeit eines vernünftigen Lebens berühre;
- Glück nicht planbar sei;
- es darum gehe, in der Gegenwart zu leben – „das Leben in Gelassenheit ist das Leben in der Gegenwart“.

Gelassenheit wird philosophisch traditionell als Selbstlösung und Selbstfindung interpretiert.

### Philosophie des 20. Jahrhunderts
Hier sind vor allem drei grundlegende Werke von Martin Heidegger zu nennen:
- Zur Erörterung der Gelassenheit – aus einem Feldweggespräch 1944/45.[6]
- Die Frage nach der Technik, 1953.[7]
- Gelassenheit, 1955.[8]

Heidegger bringt den Begriff der Gelassenheit einerseits mit dem Phänomen Heimat in Verbindung, andererseits mit der aufkommenden Technikbegeisterung des 20. Jahrhunderts, bei der die Gelassenheit verloren zu gehen scheint.

### Christentum
In einigen mittelhochdeutschen Texten der christlichen geistlichen Literatur wird der Ausdruck gelāʒen(heit) als technischer Terminus verwendet, so beispielsweise in etlichen Predigten Meister Eckharts und anderer Autoren der sogenannten rheinländischen Mystik wie Heinrich Seuse, Johannes Tauler u. v. m. Eckhart spricht in ganz ähnlichem Sinne auch von abegescheidenheit (Abgeschiedenheit), ein Loslassen von der Ichbezogenheit bezüglich des Willens meinend: Richte sich der Mensch nicht auf dieses oder jenes Seiende, sondern löse sich von jeglicher Besonderheit, sei er beim Sein und damit Gott selbst. Eckhart spricht sogar davon, der Mensch möge Gott selbst „lassen“, um gefunden zu werden: „Ez enist kein rât als guot, got ze vindenne, dan wâ man got læzet.“
Meister Eckhart hat als unmittelbaren Schritt zum gelâzen sin das gelâzen han ausgemacht

„Man muss erst lassen können, um gelassen zu sein.“

Man könnte auch von „Loslassen“ sprechen. Heinrich Seuse, der Schüler Eckharts, schwärmte vom gelassenen Menschen, den kein Vorher und kein Nachher zerstreut. Er lebt in einem Augenblick, im Jetzt.
Etwas unspezifischer kommt die Rede von Gelassenheit im Sinne einer allgemeinen Gottergebenheit, eines „vertrauensvollen Sich-Ergebens in den Willen Gottes“ in geistlicher Literatur vor. Öfters als Entsprechung des Bekenntnisses fiat voluntas tua (Dein Wille geschehe) des Vaterunsers interpretiert, schreibt Thomas von Kempen von resignatio.
In der Gegenreformation spricht Ignatius von Loyola von der Indifferenz im Sinne von Gelassenheit.
Eine besondere Bedeutung hat Gelassenheit in den Amische Gemeinden in den Vereinigten Staaten von Amerika. Die Gemeinden, die meist isoliert in kleinen Gruppen auf dem Land leben, stammen ursprünglich aus dem Rheinland oder der Schweiz. Hochmut ist in solchen Gemeinschaften verpönt. Auch streben nach Gewinn und Achtung. Deswegen werden keine akademischen Titel angestrebt. Alle Kinder besuchen nur für 8 Jahre eine Grundschule. Auch Musikinstrumente werden in den Gottesdiensten nicht eingesetzt. Sie würden den Musizierenden einen anderen Status verleihen als der restlichen, singenden Gemeinde. Statussymbole wie Motorfahrzeuge und andere technische Errungenschaften sind meistens in den Gemeinden verboten. Die Kleidung ist einheitlich. Keiner soll aus der Gemeinschaft hervorstehen. Man akzeptiert den Willen Gottes und denkt wenig an Vorher und Nachher. Die Amischen wollen als Gruppe isoliert leben und ein gottesfürchtiges Leben führen. Man bestellt die Felder, hütet das Vieh und stellt Lebensmittel im eigenen Garten her. Sind Reparaturen oder der Neubau einer neuen Scheune notwendig, helfen sich die Gemeindemitglieder gegenseitig. Das Wort Gelassenheit wird auch in der englischsprachigen Literatur verwendet und wird nicht übersetzt. Gelassenheit bedeutet auch sich an die Ordnung der Gemeinde zu halten. Unter Ordnung versteht man die Regeln und Richtlinien, welche die Gemeinschaft sich gibt, und über welche Zwei Mal im Jahr abgestimmt wird.

### Buddhismus
Ein zentraler Begriff der buddhistischen Geistesschulung ist Upekkhā (skr. Upekṣā, „Gleichmut“), einer der vier Grenzenlosen Geisteszustände (Liebe, Mitgefühl, Mitfreude und Gleichmut). Zum Bedeutungsspektrum dieses Begriffs gehören auch Gelassenheit, Nicht-Anhaften, Nicht-Unterscheiden, Loslassen. Diese Art von Gelassenheit soll die „Weisheit der Gleichheit“ zum Ausdruck bringen, das heißt die Fähigkeit, alle Menschen als gleich zu betrachten und keine Unterschiede zwischen sich selbst und anderen zu machen. Der Geisteszustand der Gelassenheit hat also zur Voraussetzung, die dualistische Unterscheidung zwischen sich selbst und anderen zu unterlassen.

### Yoga
Gleichmut gilt als wichtige Eigenschaft und Grundlage im Yoga. Insbesondere die Bhagavadgita thematisiert die Bedeutung innerer Ausgeglichenheit (samatva):  Der wahre Yogi solle im Atman ruhen, dem unendlichen, unvergänglichen spirituellen Selbst, und dadurch unerschütterlichen Frieden begründen. In den Versen II,45 und II,48 heißt es, man solle das Verlangen nach Erwerb und Besitz aufgeben und alle Werke frei von Anhaftung vollbringen, indem man gleichmütig ist gegenüber Misserfolg und Erfolg. „Denn Gleichmut ist Yoga“.
In Patanjalis Yogasutra wird das verwandte Thema der inneren Stille angesprochen. So wird im zweiten Vers des ersten Kapitels ausgeführt, dass es im Yoga darum gehe, die Geist-Wellen (citta-vṛtti) zur Ruhe zu bringen (nirodha). Swami Vivekananda erläutert in einem Bild, dass wir nur auf den Grund eines Sees schauen können, wenn das Wasser ruhig ist, und so könnten wir auch unser wahres Selbst nur schauen, wenn der Geist frei von störenden Wogen ist. Ferner wird in Vers 1.33 Gleichmut (upekṣā) zusammen mit Freundschaft, Mitgefühl und Frohsinn als eine von vier geistigen Haltungen genannt, welche den Geist friedvoll machen.